# Cosmosoma nasca
Cosmosoma nasca là một loài bướm đêm thuộc phân họ Arctiinae, họ Erebidae.